# Ever17 -the out of infinity-
《Ever17 -the out of infinity-》（中国大陆官方译为，台湾官方译为），是日本KID公司无限轮回（Infinity）系列游戏中的第二部。
雖然此遊戲主要為美少女遊戲，然而遊戲內容含有SF冒險的要素，以此為目的來遊玩也不會有問題；公式網站亦以「此遊戲的目的是要掌握劇情中謎團的真實」作為遊戲介紹。
遊戲歷經兩次重製。第一次重製由5pb.和Cyberfront公司進行，發行於Xbox 360平臺。原預定於2011年7月發售，後推遲至同年12月1日正式發售。第二次重製由MAGES.進行，於2025年3月6日發售，平台為任天堂Switch、PlayStation 4和Steam。

## 劇情
遊戲開場于2017年5月1日，當日海底樂園LeMU發生事故，在其中遊玩的數人被困於海平面下51米。通往外界的通路、通信手段全部被切斷，且在119小時后整個LeMU將完全被水壓壓垮。本作有兩位主人公：倉成武以及姓名未知的“少年”，玩家可以選擇任何一位主人公的視角開始游戲。
在倉成武的視角當中，與他一同被困的除了少年，還有小町月海、田中優美清春香菜（簡稱田中優）和八神可可。LeMU的虛擬現實人工智慧導游茜崎空亦出現在他們的眼前。從倉成武的視角玩家可以攻略小町月海與茜崎空，在數日的被困生活中，倉成武與月海產生感情並最終發生性關係，衆人還發現LeMU的建造方拉比利製藥公司建造LeMU的真正目的是掩蓋位於海底平面的機密病毒研究所IBF。IBF正在研究一種高致病性的病毒Tiaf Bleu（深藍病毒，下稱TB），但是該病毒發生泄露事故，研究人員無暇按照正確步驟緊急逃生，導致LeMU發生爆炸性減壓事故。八神可可最先表現出感染該病毒的症狀，隨後多人同樣產生症狀，只有因事先感染過令體内組織快速再生的“Cure病毒”而生長停滯、百病不侵的月海得以幸免。衆人前往IBF並在其中找到了冷凍睡眠艙等緊急治療裝置，月海將自己體内的Cure病毒移植給其他人，令所有人均被感染Cure病毒而活命。在IBF衆人成功與地面人員取得聯係，但是倉成武和月海錯失了與衆人一同逃出的機會，他們另外找到潛水艇逃生，唯潛水艇半路失去動力，倉成武捨身離開潛水艇，離開時給潛水艇後坐力讓月海一人逃生。
在少年的視角當中，與他一同被困的除了倉成武，還有月海、田中優、茜崎空和松永沙羅。儘管被困人士當中沒有八神可可，但是少年經常產生八神可可存在的幻覺。從少年的視角玩家可以攻略田中優與松永沙羅，衆人順利與地面取得聯係，開關LeMU當中的機械門移動海底樂園中灌入的海水，最終成功逃脫。
在完成所有角色的好結局之後，遊戲開啓最終的篇章“可可篇”。實際上，倉成武的視角與少年的視角不是同時發生的：倉成武的視角下LeMU事故發生於2017年5月1日，但是少年視角下LeMU事故發生於2034年5月1日——這一切的目的都是爲了讓位於“第三視點”的神秘生物“BW”產生錯覺，吸引BW的注意，BW就是玩家在游戲中的化身。在2017年的衆人被解救之後，八神可可隨身的玩具狗叼著記載了茜崎空資料的光盤浮出水面，衆人得知八神可可沒有逃離IBF，生命垂危。爲了拯救可可與倉成武，田中優美清春香菜（下稱優春）著手實施“第三視點發現計劃”，組織重建了LeMU。2034年被困的“田中優”不是優春，而是優春先前生下的自己的克隆體田中優美清秋香菜（下稱優秋）。逃出了LeMU的月海不久后便發現自己懷上了倉成武的孩子，最終生下雙胞胎北斗和松永沙羅。月海爲了躲避對Cure病毒饒有興趣的拉比利製藥的追捕帶著孩子四處躲避，最終仍被抓獲，與孩子失去聯係。被移植了Cure病毒的衆人在五年后停止了生長，為優春精心安排再現當年事故提供機會。她找到了2017年的“少年”桑古木涼權，讓他在2034年僞裝成“倉成武”；以能全家团圆為誘餌喊來月海和她的的兩個孩子，並讓北斗擔任2034年的少年；利用記載了茜崎空資料的光盤重現了當年的茜崎空；還讓自己的克隆孩子優秋以“田中優”的身份加入到計劃當中。計劃非常成功，衆人獲得了直接與玩家“BW”對話的機會。BW帶著北斗的意識回到2017年，喚醒了躺在海底的倉成武，迫使他游回IBF向可可注射Cure病毒將她救活。BW警告優春不要試圖在2017年就將二人救出以免產生祖父悖論；相反，BW將留在IBF的二人安排進冷凍睡眠艙進行休眠，向岸上的優春傳授在2034年重現事故的計劃。回到2034年，衆人從海底將沉睡的二人救出，優春將在全球引發災難的TB病毒的源頭拉比利製藥泄露給記者，所有人在甲板上向BW致謝告別。

## 系统
本遊戲最大的特色是玩家可以選擇用武和少年兩個不同視點進行遊戲，通過選項控制人物行為從而影響遊戲過程。關於遊玩武篇還是少年篇，玩家可以在劇情的序章有意識地選擇該前往哪一視點的故事。
此遊戲被分類為戀愛冒險遊戲，當然擁有不少美少女遊戲的要素。武篇可攻略的角色是小町月海與茜崎空，少年篇可攻略角色則為田中優與松永沙羅。
若把四人的故事都分別攻略完成（即完成四人的Good Ending），在新一輪的遊戲中便會出現往“可可篇”的分歧，而“可可篇”會把故事中支離破碎的謎團一一解明，讓整體劇情迎向終章，選擇武視角有兩個good end，選擇少年視角有兩個good end。

## 登場人物
倉成武（Kuranari Takeshi）（CV：保志總一朗）
大學三年級學生，20歲，1996年出生。積極的樂觀的熱血青年，重感情。與朋友一塊來到LeMU，但是他不久就與朋友分散了，被捲入了這個恐怖的事件。深藍色頭髮（即是武視點中的“武”）。2017年5月1日與BW視點重合（武未失去記憶，BW的“能力”幾乎被約束至零，相當於一個觀察者）。事件中在LeMU經由可可感染了TB（深藍病毒），注射了由月海血液製成的Cure疫苗而治癒，但成為不完全Cure種。在5月7日和月海乘坐小型潛水艇前往海面的過程中因潛水艇斷電導致不能繼續上升。武為了讓月海活下來，自己拉開艙門跳出潛水艇以減輕重量，瀕死時被“佔據”BW“視點”的北斗喚醒，並和可可一起利用IBF的冷凍裝置沉睡水下。在17年後的2034年5月7日被自己的兒子——北斗救出，並與女兒沙羅和妻子月海團聚。
北斗（Hokuto）（CV：保志總一朗）
2018年1月21日出生。金色頭髮（即是少年視點中的“少年”），武與月海的兒子，沙羅的雙胞胎哥哥，擁有紅外線視力，曾被拉比利公司（製藥公司，也是創建LeMU的公司，但創建LeMU的本來目的是為了掩蓋海底用於研究病毒的IBF）當作試驗品，但隨後便被釋放。2034年5月1日BW與北斗進行視點融合而造成“混亂”，導致北斗失去記憶（此階段BW可以完全發揮“能力”，可以干預這個世界）。小時候曾因為保護沙羅而使沙羅的墜子有少許破裂，其中一個碎片嵌入了他的左手拇指，這成為了他在2034年事件中和沙羅相認的契機。了解事件大概後“佔據”BW視點，將2017年5月7日在海底瀕死的武喚醒。在2034年5月7日被BW“附身”後利用一塊石磚跳入海中，潛至IBF將可可和武救出。最後和趕來協助的田中優美清春香菜一起離開IBF。遊戲尾聲時向田中優美清秋香菜表白。
桑古木涼權（Kaburaki Ryogo）（CV：保志總一朗）
2001年6月14日出生。2017-米黃色頭髮，2034-紅褐色頭髮（即是武視點中的“少年”和少年視點中的“武”）。2017年事故時只是個失去記憶而被捲入事件中的少年。可可給他起的綽號叫“小少”。在事件中亦感染了TB，注射了月海的Cure疫苗而治癒，成為不完全Cure種，於20歲那年身體停止生長。喜歡可可。事故結束後，為了能再見可可一面，與優春一起實行了2034年欺騙BW、救出武和可可的計劃（期間加入了拉比利製藥公司），在整個計劃中起著扮演武，重現當時場景與儘可能多的細節來以欺騙BW出現、改變歷史的重要作用。由於倉成武敢於為月海而犧牲自己，故非常崇拜他。
小町 月海（Komachi Tsugumi）（CV：淺川悠）
不喜歡多說話，謎一般的少女。1993年7月5日出生。性格憂鬱，沉默寡言，不相信別人，喜歡單獨行動。在12歲那年經由茱莉亞（Never7中的口述人物，與Cure理論和幻想綜合症有關）感染了Cure病毒，因此在17歲那年身體停止生長而永遠維持青春，全身基因都被替換，是少見的“完全Cure種”，事故發生時實際已經24歲。感染之後被帶到拉比利公司，作為實驗用品受盡折磨。2017年事故發生之後被救出，生下武的孩子北斗和沙羅之後過著十分艱辛但快樂的日子，但是孩子不久被拉比利的人帶走，月海於是開始尋找他們，直到2034年被優春騙到LeMU才得以重逢。其隨身寵物——恰米（一隻大頰鼠），也感染了Cure病毒，逃出後得知真相，在兒子北斗解救武與可兒後，終與武與兒女團聚。
註：小町的名字“つぐみ”對應漢字“鶇”。在簡體中文版“可可篇”之前按照武的理解譯為“鳩”/“鶇”（PC╱PSP和PS2），“可可篇”中由於她解釋了原意而變為“月海”，繁體中文版中由登場起就譯為“月海”。
故事女主角。
茜崎 空（Akanegasaki Sora）（CV：笠原弘子）
在LeMU的專屬工作組工作。非常理性而冷靜，並不會被感情所左右而行動，能對一切現象進行記憶分析，然後判斷出合理的標準進行行動。是穩重，優雅，嫻淑的女性。腰部佩戴著柔軟的飄帶。原本是負責LeMU導覽的人工智慧（AI）（2017年的事件中月海曾對她做過圖靈試驗），2011年4月開始起動。在LeMU當中使用RSD技術顯像。其程式本體在因塞爾‧努爾島（陸上浮島）上，但武和優春在2017年的事件時查明了其記憶的資料庫存放在LeMU當中，為了也救出這個和大家認識的她，武在逃出前拼死將其記憶轉存到大容量（TB級）的磁片上，但在武跳離潛水艇之後磁片隨著他一起沉入海底。BW經由皮皮的視點將磁片取出，帶到海面上給了當時被救出的優春，隨後優春將其轉存到一個人形機器人上。於2018年10月再次起動。但為了使2034年計劃能順利實行，優春將其2017年事件的記憶刪除，計劃結束後重新讀入。
田中 優美清春香菜（Tanaka Yūbiseiharukana）（CV：下屋則子）
1999年3月10日出生。鳩鳴館女子大學一年級文科生，2017年事件中的“優”，簡稱優春，是遊戲裡唯一不可攻略的女性角色。臨時在LeMU打工。「優美清春香菜」這個超長名字是他父親取的，理由是「田中」這個姓太平常，所以至少取個獨特的名字加以區別。大多數朋友都叫她「優」或者「小優」。擁有十分豐富的緊急處理知識以及超自然能力相關的知識。很健談，爽快，決不會後悔的性格。來到LeMU打工的原因是為了找尋17年前失蹤的父親的線索。在15歲那年因為心臟病只剩幾年命，於是找到守野茂藏博士（Never7中的口述人物，克隆學博士，至美和逸美的父親），讓他將自己的細胞進行克隆，移植到自己的子宮內，生下了女兒——田中優美清秋香菜（2015年），所以可以算是田中優美清秋香菜的母親和姐姐。優春的父親田中陽一是IBF的研究員，因IBF內TB病毒爆發而身亡。2017年事故時，因為感染了TB病毒，在IBF接受了月海的Cure疫苗而成為不完全Cure種（23歲時身體停止生長），心臟病也得以治癒，隨後由於和BW的「相遇」（只能聽見聲音），開始了「第三視點」的研究，2025年修完博士課程，策劃並與桑古木一起實行了2034年欺騙BW、救出武和可可的計劃，並將拉比利製藥公司打倒。曾經喜歡倉成武。
田中 優美清秋香菜（Tanaka Yūbiseiakikana）（CV：下屋則子）
2034年事件中的“優”，簡稱優秋。2015年9月22日出生。和她的母親（優春）當年的個性幾乎一樣，連朋友叫她的綽號都巧合的一樣。自小時候開始就由於優春為了2034年的計劃而被優春欺騙其父親在2017年失蹤，因而在2034年的事件中也和她母親當年一樣在尋找她「父親」的線索。目前在鳩鳴館女子大學進修中，是沙羅的前輩與好友。遊戲尾聲時被北斗表白。
松永 沙羅（Matsunagi Sara）（CV：植田佳奈）
鳩鳴館女子高中2年級學生，2018年1月21日出生。因為學校組織修學旅行而來到LeMU，是優秋的後輩。優秋很喜歡沙羅，沙羅也很一直很仰慕優秋這樣的前輩。優秋給沙羅取的綽號是美乃（マヨ）。性格乖僻，出言不遜，雖然似乎很好強，其實是個很寂寞的人。真實身份是武與月海的女兒。和哥哥北斗一樣，擁有紅外線視力，隨身帶著媽媽月海給的墜子（裡面印有武的相貌）。和月海分離後被帶到拉比利，和童年的月海一樣被當做試驗品（時間比北斗長）。與高她兩個年級的優秋關係非常好。擁有“操控”電腦的能力，是一名極其厲害的駭客（這裡指hacker，不是cracker）。
沙羅線中由於玩家的犧牲而存活
八神 可可（Yagami Koko）（CV：望月久代）
14歲的初中三年級學生，2002年12月17日出生。由於過於天真爛漫，初次相識時被主角誤認為小學生。非常可愛，有時候有些任性的女孩，不管什麼時候都很有精神。經常與名為皮皮（ピピ）的機器狗在一起。擁有看見四次元生物（本作中主要是BW）和與其對話的能力。父親是八神岳士（たけし，音同「武」）。2017年事故時因為尋找機器狗皮皮錯過了救援隊，因此被趕來的BW用IBF的冷凍裝置冷凍17年，於2034年5月7日被救出。能發動只有北斗能看見的“可可幻象”，以使BW儘快覺醒。喜歡BW。
BW（Blick Winkel）（CV：無）
「第三視點」，是四次元的存在。能在時間軸中前後穿梭。由於他是四次元的存在，要使他能夠在三次元中「現身」，只能欺騙他使他以為他正站在另一個軸上觀察著這「三次元世界」；2034年的事件的第一階段目的即是如此。而第二階段目的則是讓他在三次元世界覺醒來拯救武和可可。2034事件其實正是他自己在2034年被騙出來之後回到2017年交代優春執行的。由於他是高於三次元的生物，因此他相對於這個世界來說，擁有Cure能力（即幻想綜合症，是前作Never7所提出的一個概念，是Infinity系列作的核心理念）。其名字是德文，意義為「視點」，也就是玩家自身。而相對於EVER17的世界來說，玩家就是4維的存在，這一點多次在遊戲設定和一些細節中體現。特別地，玩家在遊戲中的存檔、讀檔、shortcut、回想、重來等動作正好符合BW的四維特徵：穿越時間。
- 註：以上所敘述的實際情形僅反映在通常版本（即不包括XBOX重製版）。

## 遊戲中用語
- LeMU

一個巨大的海洋主題樂園，樂園主體造型是一座沉在海底的太空基地。LeMU整體一共分為四層，首先是水平面上的人工浮島『索因塞爾‧奴爾（Insel Null）』，作為樂園的入口。接著是直通人工島的地下一樓『索艾魯斯德里克（Erster Boden）』。地下二樓則是有著多種設施的『索非亞休德克（Zweiter Stock）』。雷姆利亞大陸的周邊商品商店在地下三樓的『德里克休德克（Dritter Stock）』，總共四層樓。為了讓LeMU內的氣壓大於或等於海中的水壓採取了「飽和潛水」的構造，來保障設施不會被深海的水壓給破壞。如同LeMU這個名字，這個樂園以傳說中擁有古文明沉沒於大海中的「雷姆利亞大陸」為主題。為了確保安全，樂園中備有海中逃生挺、浮力電梯等設施，是作品世界中最受討論的主題樂園。
- 雷姆利亞大陸

為了說明狐猴為什麼會隔海分布而產生的假想大陸。雖然因為板塊構造論確立而沒落，但被LeMU採用成主題元素。除了地下三樓的德里克休德克設有「雷姆利亞遺跡」的主題區域之外，樂園吉祥物的「妙妙」也是以狐猴來設計的。
- RSD (Retinal Scanning Display)

作品中用來投影空的技術。用微弱的雷射持續在視網膜上投影。
- 拉比利製藥 (Leiblich Medizin)

故事中的虛構企業，本公司位於德國法蘭克福，是一間日德合併企業。其營營業內容不只製藥，非常廣泛，對各國公家機關和媒體都有強大的影響力。是LeMU的主要股東。
私底下進行人體實驗、綁架監禁、開發生化武器等骯髒的作為。
- IBF (Institut fuer Biologische Forschung)

位於水深119公尺的海底生物研究所。拉比利製藥為了進行機密研究而建造的研究所，LeMU也是為了掩飾這個設施而建造的幌子。
- TB病毒 (Tief Blau Virus)

於深海熱泉中發現的死亡率極高的病毒。拉比利製藥為它而蓋了IBF，研究如何將其轉為生化武器使用。
2017年LeMU的崩壞事件起因就是因為TB病毒由IBF洩漏，研究員為了逃生未依標準程序離開樂園，導致建築內外壓力不平衡而崩潰。其後病毒擴散至全世界，出現數千到數萬人的犧牲者，其中也包括優春的母親雪江。但拉比利製藥隱瞞事實真相，迴避了該負的責任。
- Cure病毒

為了延續前作Never7的核心世界觀「Cure症候群」的重要要素。Cure是法語祭司（Curé）的意思。
原版中是一種反轉錄病毒。基於這點，被替換基因的感染者會提升治癒力，停止老化，成為幾乎能說是不死的「Cure種」。相對的感染者會無法承受紫外線直射，但由於獲得紅外線視力，所以生活在黑暗中也沒有影響。
因為排出體外的細胞不會被病毒影響，所以由生殖細胞產生的嬰兒不會感染Cure，但已經遭病毒替換的基因則會遺傳下去，例如月海的小孩也擁有紅外線視力。
由於Cure病毒本身就相當稀少，全身的基因都遭到替換的例子全世界只有月海一個，所以她才會被拉比利製藥給監禁，進行各種生物實驗。
作品中，武篇後期眾人被TB病毒感染時，注射了月海體內產生的TB抗體，使大家都感染了Cure病毒。優和少年的外貌僅增長5歲後就停止老化了，而進行人工冬眠的武和可可則是完全沒有改變外表。

## Xbox重製版
5pb.和Cyberfront在Xbox 360平臺推出的重製版有如下新要素：
- 標題：Ever17，去掉了副標題。
- 替換了OP、ED，並重新製作所有BGM。
- 用新製作的3D立繪替代2D立繪。
- 增加了幾張CG，改動了部分CG。
- LeMU內外面貌均被大幅修改（重新製作所有背景圖，部份為動態圖）。
- 所有圖片都被製作成符合Xbox的寬屏比例。
- 簡化了小町、茜崎空、田中優、松永沙羅等四人的路線，並且三個尾聲不再單獨作為結局。
- 一周目強制進入武篇，通過武篇的任意一條路線後才能進入少年篇。
- 增加了一些無關主線的日常劇情或“福利”。
- 修改了大量與核心劇情有關的細節（部分反映在改動的CG中）。
- 改動了一些影響故事架構與世界觀構造的劇情（如生命反應數字）。
- 增加ブリックヴィンケル篇結局（與“後日談”相似），在走完“可可篇”後可進入。

## 評價
- 在故事中出現不少「陷阱」，這是此故事的最大關鍵。雖然這個伏線在可可篇以外的四篇中作為「不可思議現象」的提示，在普遍只是把一人的故事攻略完成的話，儘管能夠解決一些謎團，但是會令未全破的玩家在心中遺下越來越多的謎團。四人都攻略完成後的可可篇，便會把這個小把戲一一解明。為了更理解這個把戲，連在劇中無法看見的設定、解說書等也一貫買下。這種陷阱或是把戲，更在往後以進化的形式在次回作「Remember11 -the age of infinity-」中出現。
- 因為與故事核心有關的重大伏線、顛覆一切的設定等從序章開始已經出現很多，全篇攻略完成的玩家之間言道「要以不洩漏劇情的方式，來介紹有關此遊戲的內容實在很難」。實際上，遊玩途中的玩家們與已經全篇完成的玩家談論此遊戲的內容時，全篇完成者以試探的形式把握對方的遊戲進行狀況亦很常見。
- 由於遊戲中的謎題涉及知識面較廣，加之富於懸念的劇情，使得玩家自行解釋遊戲謎題成為十分困難的事。因此，大部分玩家在進行可可篇之前，對於遊戲中事件真相的猜測相當多樣化。撲朔迷離的謎題一方面使許多玩家樂在其中，另一方面也使對解謎較為苦手的玩家對于許多事件一頭霧水。因而，遊戲在互聯網上得到過「Ever17沒全通等於全沒通」的評價[9]。同時，在可可篇揭示了事件真相之后，玩家會獲得懸疑解謎以及豁然開朗的感受。因此，一些通完可可篇的玩家給予本作以「神作」的評價，并且為了保持新玩家也可獲得類似的遊戲體驗，更是提出了「珍愛生命，遠離劇透」「劇透死罪」或「劇透是萬惡之源」等口號。
- 完成可可篇後亦有不少無法解明的謎團，故此不少玩家也把自己的考察上載到互聯網上，與其他玩家共同研究。
- 在完成可可篇後的人對於本作亦有極高的評價。相反，仍未到達結局的人，便會與完成結局的人的評價大相逕庭。
- 由於不把五個故事完成就無法解明謎團，全部完成所須的遊玩時間變得相當長（若不跳過音聲最短也會超過40小時）。而且，由於開首部分進行時的壓迫感不大的關係，一個遊戲只能玩數小時的遊戲雜誌便曾把此遊戲的評價降低。故此，曾經出現一日本遊戲雜誌的評論中給予低分數的評論員在全篇完成後再次發表一份評論的事件。

## 工作人员
PC：
- 企畫原案：打越鋼太郎
- 監督：中澤工
- 人物設計：瀧川悠（日语：滝川悠）
- 出品：市川和弘
- 劇本：打越鋼太郎、笹成稀多郎（日语：笹成稀多郎）、中澤工、梅田伸明
- 音樂：阿保剛
- PC版OP： (遙遠的雷姆利亞大陸)
作詞作曲：志倉千代丸／編曲：磯江俊道／演唱：KAORI
- PC版ED： (水色條紋)
作詞作曲：志倉千代丸／編曲：吉原かつみ ／演唱：笠原弘子

PSP/PS2限定：
- 企畫原案：若林健、村井清次
- TIPS用語：勝田周、中澤工
- PSP/PS2版OP：
作詞作曲：志倉千代丸／編曲：上野浩司／演唱：今井麻美
- PSP/PS2版ED：
作詞：橋詰亮子／作曲：澤村竣／編曲：南利一／演唱：今井麻美

Xbox 360重製版：
- 原作：KID
- 開發/發售：Cyberfront、5pb.
- Xbox 360版OP：
作詞作曲：志倉千代丸／編曲：新井健史／演唱：KOKOMI(Asriel)
- Xbox 360版ED：
作詞：濱田智之（日语：濱田智之）／作曲編曲：酒井陽一（日语：酒井陽一）／演唱：今井麻美
- Xbox 360版Grand ED：
作詞：minato／作曲編曲：FAITH-T／演唱：VALSHE

## 相關作品
- Never7 -the end of infinity-
- Remember11 -the age of infinity-

## 外部連結
- KID Ever17官方網站，存於網際網路檔案館（日語）
- 5pb. Ever17 XBox360版官方網站 （页面存档备份，存于）（日語）
- 台灣光譜官方網站 （页面存档备份，存于）
- 《Ever17 -The Out of Infinity-》在視覺小說數據庫的頁面（英文）